# Astragalus arrectus
Astragalus arrectus es una especie de planta herbácea perteneciente a la familia de las leguminosas. Es originaria de Norteamérica. 

## Distribución
Es una planta herbácea perennifolia que se encuentra en Estados Unidos donde se distribuye por Idaho y Washington.

## Taxonomía
Astragalus arrectus fue descrita por Asa Gray y publicado en Proceedings of the American Academy of Arts and Sciences 8: 289–290. 1870.
Etimología
Astragalus: nombre genérico derivado del griego clásico άστράγαλος y luego del Latín astrăgălus aplicado ya en la antigüedad, entre otras cosas, a algunas plantas de la familia Fabaceae, debido a la forma cúbica de sus semillas parecidas a un hueso del pie.
arrectus: epíteto latíno que significa "erecta"
Sinonimia
- Astragalus arrectus var. arrectus
- Astragalus arrectus var. palousensis (Piper) M.E.Jones
- Astragalus palousensis Piper
- Phaca arrecta (A.Gray) Piper
- Tium arrectum (A.Gray) Rydb.[4][5]